# Ligne de tramway 50 (SNCV Groupe de Charleroi)
 (mars 2021).
La mise en forme du texte ne suit pas les recommandations de Wikipédia : il faut le « wikifier ».
Les points d'amélioration suivants sont les cas les plus fréquents. Le détail des points à revoir est peut-être précisé sur la page de discussion.
- Les titres sont pré-formatés par le logiciel. Ils ne sont ni en capitales, ni en gras.
- Le texte ne doit pas être écrit en capitales (les noms de famille non plus), ni en gras, ni en italique, ni en « petit »…
- Le gras n'est utilisé que pour surligner le titre de l'article dans l'introduction, une seule fois.
- L'italique est rarement utilisé : mots en langue étrangère, titres d'œuvres, noms de bateaux, etc.
- Les citations ne sont pas en italique mais en corps de texte normal. Elles sont entourées par des guillemets français : « et ».
- Les listes à puces sont à éviter, des paragraphes rédigés étant largement préférés. Les tableaux sont à réserver à la présentation de données structurées (résultats, etc.).
- Les appels de note de bas de page (petits chiffres en exposant, introduits par l'outil «  Source ») sont à placer entre la fin de phrase et le point final[comme ça].
- Les liens internes (vers d'autres articles de Wikipédia) sont à choisir avec parcimonie. Créez des liens vers des articles approfondissant le sujet. Les termes génériques sans rapport avec le sujet sont à éviter, ainsi que les répétitions de liens vers un même terme.
- Les liens externes sont à placer uniquement dans une section « Liens externes », à la fin de l'article. Ces liens sont à choisir avec parcimonie suivant les règles définies. Si un lien sert de source à l'article, son insertion dans le texte est à faire par les notes de bas de page.
- La présentation des références doit suivre les conventions bibliographiques. Il est recommandé d'utiliser les modèles {{Ouvrage}}, {{Chapitre}}, {{Article}}, {{Lien web}} et/ou {{Bibliographie}}. Le mode d'édition visuel peut mettre en forme automatiquement les références.
- Insérer une infobox (cadre d'informations à droite) n'est pas obligatoire pour parachever la mise en page.

Pour une aide détaillée, merci de consulter Aide:Wikification.
Si vous pensez que ces points ont été résolus, vous pouvez retirer ce bandeau et améliorer la mise en forme d'un autre article.
 (mars 2021).
Si vous disposez d'ouvrages ou d'articles de référence ou si vous connaissez des sites web de qualité traitant du thème abordé ici, merci de compléter l'article en donnant les références utiles à sa vérifiabilité et en les liant à la section « Notes et références ».
La ligne 50 est une ancienne ligne du tramway vicinal de Charleroi de la Société nationale des chemins de fer vicinaux (SNCV) qui reliait Charleroi à Nalinnes entre 1901 et 1968.

## Histoire
28 mars 1901 : création d'une ligne en traction électrique entre la gare de Charleroi-Sud et Marcinelle Rue Allard, section Charleroi-Sud - Charleroi Pont de la Villette commune avec la ligne Charleroi - Mont-sur-Marchienne et section nouvelle (capital 92) ; cette ligne est commune aux futures lignes Charleroi - Marcinelle et Charleroi Nalinnes.
4 avril 1901 : mise en service en traction vapeur jusque Marcinelle Hauchies (nouvelle section, capital 92).
29 juin 1902 : électrification et prolongement de Marcinelle Hauchies vers la place des Haies (traction électrique, nouvelle section, capital 92).
31 octobre 1902 : prolongement de Marcinelle Place des Haies vers Nalinnes Place (traction vapeur, nouvelle section, capital 92).
1er septembre 1904 : prolongement vers de Nalinnes Place vers Nalinnes Bultia (traction vapeur, nouvelle section, capital 92).
Vers 1920 : attribution de l'indice H à la ligne électrique.
1er décembre 1927 : électrification jusqu'à Marcinelle La Bruyère.
1er juillet 1928 : attribution de l'indice 52 jusqu'à Marcinelle La Bruyère et 51 jusqu'à Marcinelle Haies.
20 avril 1935 : électrification jusqu'à Nalinnes Place et attribution de l'indice 50, suppression de la section Nalinnes Place - Nalinnes Bultia.
1953 : service partiels 49 jusque Nalinnes Place des Haies.
1961 : suppression du service 51.
1er mars 1968 : suppression.

## Infrastructure

### Dépôts et stations
Nom : (gare) : quand le dépôt ou la station est accolé ou proche d'une gare.
Type : D : dépôt , S : station , Sf : si la station sert de gare douanière à la frontière , Sp : si la station est établie dans un bâtiment privé le plus souvent un café ou plus rarement une habitation privée.
| Illustration | Nom      | Type | Commune  | Localisation                | État                  | Remarques |
| ------------ | -------- | ---- | -------- | --------------------------- | --------------------- | --------- |
|              | Nalinnes | D    | Nalinnes | 50° 19′ 37″ N, 4° 26′ 32″ E | Dépôt en service TEC. |           |

Autres dépôts utilisés par la ligne situés sur le reste du réseau ou des lignes connexes : Charleroi.

## Exploitation

### Horaires
Tableaux : 433 (1931) ; 880 (1958).

## Matériel roulant
- type S ;
- Standard.